# Persone di nome Gian/Politici
| Questa pagina contiene informazioni ricavate automaticamente dalle voci biografiche con l'ausilio del template Bio e di un bot. L'aggiornamento è periodico e automatico e ricostruisce completamente la pagina. Se manca una persona in questa lista, sei pregato di non aggiungerla, ma accertati piuttosto che la sua voce biografica contenga il template Bio e che i dati anagrafici siano correttamente compilati. Se il template Bio manca, inseriscilo tu stesso o, in alternativa, metti l'avviso {{tmp\|Bio}} che ne segnala la mancanza. Se i dati riportati sono sbagliati, correggi direttamente la voce biografica; le modifiche saranno visibili in questa lista entro pochi giorni. Per chiarimenti vedi il progetto antroponimi. La lista contiene solo le 55 persone che sono citate nell'enciclopedia e per le quali è stato implementato correttamente il template Bio. Pagina aggiornata al 16 ott 2024. |

Questa è una lista di persone presenti nell'enciclopedia che hanno il nome Gian e sono politici.

## A(3)
- Gian Carlo Abelli, politico italiano (Broni, n. 1941 - Broni, † 2016)
- Gian Franco Anedda, politico e avvocato italiano (Cagliari, n. 1930 - Cagliari, † 2020)
- Gian Aldo Arnaud, politico italiano (Novi Ligure, n. 1929 - Roma, † 2013)

## B(5)
- Gian Lorenzo Basetti, politico e patriota italiano (Vairo di Palanzano, n. 1836 - Parma, † 1908)
- Gian Nicola Berti, politico e ex tiratore a volo sammarinese (n. 1960)
- Gian Luigi Berti, politico e avvocato sammarinese (Città di San Marino, n. 1930 - Città di San Marino, † 2014)
- Gian Luigi Boiardi, politico italiano (Monticelli d'Ongina, n. 1951 - Piacenza, † 2018)
- Gian Carlo Brignole, politico italiano (Genova, n. 1761 - Genova, † 1849)

## C(7)
- Nanni Campus, politico e chirurgo italiano (Sassari, n. 1952)
- Gian Battista Caotorta, politico italiano (n. 1554 - † 1597)
- Gian Carlo Capicchioni, politico sammarinese (Borgo Maggiore, n. 1956)
- Gian Luca Cavazzi della Somaglia, politico italiano (Milano, n. 1841 - Napoli, † 1896)
- Gian Giacomo Cavazzi della Somaglia, politico e nobile italiano (Milano, n. 1869 - Roma, † 1918)
- Gian Marco Centinaio, politico italiano (Pavia, n. 1971)
- Gian Carlo Corada, politico e storico italiano (Castelleone, n. 1951)

## D(3)
- Gian Pietro Dal Moro, politico italiano (Verona, n. 1958)
- Gian Carlo Di Martino, politico venezuelano (Maracaibo, n. 1964)
- Gian Carlo Di Vizia, politico italiano (La Spezia, n. 1941)

## F(3)
- Gian Paolo Falchi, politico italiano (Nuoro, n. 1947 - Nuoro, † 2008)
- Gian Giacomo Felissent, politico, militare e pubblicista italiano (Treviso, n. 1857 - Milano, † 1912)
- Gian Mario Fragomeli, politico italiano (Besana in Brianza, n. 1973)

## G(7)
- Gian Pietro Galizzi, politico italiano (Crema, n. 1931 - Brembate di Sopra, † 2012)
- Gian Luca Galletti, politico italiano (Bologna, n. 1961)
- Gian Giacomo Galletti, politico e filantropo italiano (Colorio, n. 1798 - Parigi, † 1873)
- Gian Francesco Gherardini, politico italiano (Reggio nell'Emilia, n. 1838 - Reggio nell'Emilia, † 1926)
- Gian Luigi Gigli, politico e neurologo italiano (Roma, n. 1952)
- Gian Antonio Girelli, politico italiano (Salò, n. 1962)
- Gian Paolo Gobbo, politico italiano (Treviso, n. 1949)

## L(1)
- Gian Paolo Landi di Chiavenna, politico italiano (Modena, n. 1950)

## M(5)
- Gian Mario Maulo, politico italiano (Montecosaro, n. 1943 - Macerata, † 2014)
- Gian Giacomo Migone, politico e storico italiano (Stoccolma, n. 1940)
- Gian Stefano Milani, politico italiano (Caravaggio, n. 1947)
- Gian Giacomo Morando, politico italiano (Brescia, n. 1855 - Vedano al Lambro, † 1919)
- Gian Carlo Muzzarelli, politico italiano (Modena, n. 1955)

## O(1)
- Giampiero Orsello, politico e giurista italiano (Modena, n. 1927 - † 2006)

## P(7)
- Gian Carlo Pajetta, politico e partigiano italiano (Torino, n. 1911 - Roma, † 1990)
- Gian Paolo Patta, politico e sindacalista italiano (Tonara, n. 1953)
- Paolo Pillitteri, politico, giornalista e critico cinematografico italiano (Sesto Calende, n. 1940)
- Gian Gaetano Poli, politico italiano (Zevio, n. 1944)
- Gian Giacomo Prever, politico italiano († 1856)
- Gian Domenico Protasi, politico italiano (Piedimulera, n. 1810 - Arona, † 1873)
- Gian Silvestro Pulejo, politico italiano (Messina, n. 1860 - † 1944)

## R(1)
- Gian Pietro Rossi, politico e imprenditore italiano (Olgiate Olona, n. 1927 - Busto Arsizio, † 2019)

## S(6)
- Gian Carlo Sangalli, politico italiano (Arezzo, n. 1952)
- Gian Valerio Sanna, politico italiano (Abbasanta, n. 1958)
- Gian Piero Scanu, politico italiano (Telti, n. 1953)
- Gian Franco Schietroma, politico italiano (Roma, n. 1950)
- Gian Mario Selis, politico italiano (Sorso, n. 1944)
- Gian Mario Spacca, politico italiano (Fabriano, n. 1953)

## T(1)
- Gian Fermo Trivulzio, politico italiano (Milano - Milano, † 1491)

## V(4)
- Gian Carlo Venturini, politico sammarinese (Città di San Marino, n. 1962)
- Gian Luca Veronesi, politico e dirigente d'azienda italiano (Alessandria, n. 1950)
- Gian Piero Vigna, politico italiano (Castell'Alfero, n. 1939)
- Gian Galeazzo Visconti, politico italiano (Pavia, n. 1351 - Melegnano, † 1402)

## Z(1)
- Gian Luca Zattini, politico italiano (Meldola, n. 1955)